# Птолемей I Сотер
Птолеме́й I Соте́р — сатрап, а затем и царь Египта в 323—283/282 годах до н. э. Соратник Александра Македонского, один из диадохов. Основатель династии Птолемеев.

## Биография

### Год рождения и юность Птолемея
О юности Птолемея известно очень немного. Птолемей (от polemos — «война»), прозванный впоследствии за оказание помощи родосцам Сотером («Спасителем»), был сыном Лага (Зайца), племенного вождя из верхнемакедонской области Эордеи, — человека ничем не прославившегося, хотя и знатного рода, материальное благосостояние которого основывалось на земельных владениях. Мать Птолемея Арсиноя принадлежала к боковой ветви правящей династии македонских царей Аргеадов. Ещё по одной, менее распространённой, версии, он был внебрачным сыном царя Филиппа II. Эти слухи, по мнению большинства историков, возникли в первые годы войн диадохов, чтобы легитимизировать притязания на власть «брата Александра Македонского» Птолемея.
Единственным античным источником, на основании которого можно точно идентифицировать дату рождения Птолемея, является трактат Лукиана «Долговечные». Этот писатель утверждал, что Птолемей умер в возрасте 84 лет. Так как год смерти Птолемея известен, то, согласно Лукиану, Арсиноя родила сына в 367/366 году до н. э. Среди историков данная версия имеет как сторонников так и противников. О. Буше-Леклерк и Э. Бивен считали, что Птолемей был ровесником и другом детства Александра Македонского, который родился в 356 году до н. э. В. Хеккель, напротив, указывал, что эта версия никак не подкреплена источниками и соглашается с данными Лукиана. Он считал, что Птолемей был на 10—11 лет старше Александра.
Ещё при жизни Филиппа II Птолемей был изгнан вместе с несколькими друзьями Александра Гарпалом, Неархом, Лаомедоном и Эригием. Плутарх связывает это с участием в попытке авантюрной женитьбы Александра на дочери персидского сатрапа Пиксодара Аде. Как только Александр взошёл на царский престол в 336 году до н. э., Птолемей вернулся и «был осыпан величайшими почестями». Э. Кэрни отнесла Птолемея к числу союзников матери Александра Олимпиады.

### Военачальник при Александре

#### Персидский поход
В начальный период похода Александра в Азию, Птолемей не был особо заметен, хотя безусловно он сопровождал царя в течение всего этого периода. Возможно, в это время Птолемей был эдеатром (дегустатором) при Александре Македонском. До осени 330 года до н. э. его имя упоминается только дважды. После битвы при Иссе 333 года до н. э. Птолемей в качестве рядового гетайра участвовал в преследовании Дария III. Самостоятельные боевые задачи Александр стал поручать Птолемею после битвы при Гавгамелах 331 года до н. э. Во время битвы у Персидских ворот в начале 330 года до н. э. Птолемей руководил отрядом в 3000 человек, который Александр оставил на возможном пути бегства Ариобарзана. Согласно Арриану, Александр Македонский верно предугадал ход сражения, в результате чего большинство персов попали в руки македонянам и были перебиты. Осенью 330 года до н. э. был казнён один из семи царских телохранителей-соматофилаков Деметрий по обвинению в участии в заговоре Филоты против Александра. Новым телохранителем царя стал Птолемей, что приблизило его к Александру. Историки считают это событие важным этапом в карьере Птолемея.
Согласно Арриану, в 329 году до н. э. Спитамен и Датаферн захватили самопровозглашённого персидского царя Бесса. После этого они отправили гонцов к Александру с сообщением о том, что готовы передать в его руки пленника, если царь направит к ним хотя бы небольшой отряд. После этого Александр приказал Птолемею во главе трёх гиппархий гетайров, всех конных дротометателей, таксиса пехоты Филоты, хилиархии гипаспистов, всех агриан и половины всех лучников, отправиться к Спитамену и Датаферну. Птолемей проделал за четыре дня путь к Наутаке, который в нормальных условиях занял бы десять дней. Там он обнаружил, что Спитамен с Датаферном не горят желанием выдавать Бесса македонянам. Тогда Птолемей окружил их лагерь и поставил ультиматум. Он пообещал персам оставить их целыми и невредимыми если те выдадут Бесса. Спитамен с Датаферном были вынуждены подчиниться. Арриан также приводит информацию из сочинений Аристобула о том, что Спитамен и Датаферн привели и передали Птолемею нагого Бесса в ошейнике. А. С. Шофман отмечает, что это была первая самостоятельная экспедиция Птолемея.
Летом или осенью 328 года до н. э. Птолемей присутствовал на пиру в Мараканде, во время которого пьяный Александр в гневе убил своего наставника детства Клита. Согласно античным историкам, он предпринял попытку не допустить убийства. В. Хеккель отмечает, что Арриан пишет об этой ситуации со ссылкой на Аристобула, а не на мемуары Птолемея. Почему сам Птолемей решил умолчать об этом эпизоде своей жизни остаётся неясным.
При подавлении восстания в Согдиане Александр разделил всё войско на пять частей, и одной из них поручил командовать Птолемею. К этому времени относится упоминание Арриана об обнаружении македонянами источника нефти, о чём Птолемей сообщил царю. Весной 327 года до н. э. во время осады скалы Хориена Александр поручал руководство осадными работами ночью трём своим военачальникам — Пердикке, Леоннату и Птолемею.

#### Индийский поход
В число ведущих полководцев Птолемей выдвинулся во время индийского похода, где его доблесть стала особенно заметна. Причём он проявлял себя не только как талантливый военачальник, способный командовать, как особыми отрядами, выделенными для совершения той или иной операции, так и большими частями (вплоть, до трети) македонского войска. Отличался он и личным мужеством. Уже в самом начале похода, в области аспасиев, Птолемей проявил себя в сражении с тамошним князем.

«Птолемей, сын Лага, увидел на холме предводителя тамошних индов; вокруг него стояли воины со щитами. У Птолемея людей было гораздо меньше, но он всё-таки кинулся в погоню, сначала верхом. Лошади, однако, было трудно взбираться на холм; Птолемей спрыгнул с неё, отдал поводья кому-то из щитоносцев, а сам, как был, побежал за индом. Когда тот увидел, что Птолемей близко, он и его воины повернулись к нему лицом. Инд ударил Птолемея в грудь длинным копьём; панцирь задержал удар. Птолемей пробил инду бедро насквозь, свалил его на землю и снял с него доспехи. Воины при виде своего павшего князя дрогнули и побежали; те же, кто засел в горах, видя, что тело их вождя подбирают враги, охваченные скорбию, сбежали вниз, и на холме завязалась жестокая схватка. На холме оказался сам Александр, прибывший сюда со своими пехотинцами, которых он опять спешил. Несмотря на эту подмогу, индов с трудом отбросили в горы и овладели телом вождя».
Через некоторое время Александр поручил Птолемею командование уже над третью своего войска, а сам двинулся против варваров, занявших оборону на высотах. Однако враги спустились с гор и напали на Птолемея, оставшегося на равнине. Тот сразился с индами, окружил их со всех сторон, но оставил свободный промежуток на тот случай, если варвары захотят бежать. С помощью такой военной хитрости враг был разбит и бежал в горы. Позже, на берегу Инда, Александру пришлось брать крутую неприступную скалу, на вершине которой засело множество врагов. Отобрав лёгкую пехоту, Александр поручил Птолемею обойти скалу и зайти на неё в том месте, где его никто не ждал. Вместе с местными проводниками Птолемей, двигаясь по очень трудной, едва проходимой дороге, взошёл на скалу, прежде чем варвары его увидели. Укрепив позицию частоколом и рвом, он зажёг на горе огромный костёр. Александр увидел огонь и на следующий день повёл войско к скале. Варвары отбивались, и Александр ничего не мог поделать в силу природных трудностей. Варвары, поняв, что Александр не может идти на приступ, повернули и сами напали на отряд Птолемея. Между ними и македонянами завязалась жестокая битва; инды изо всех сил старались разнести частокол, а Птолемей — удержать за собой занятое место. Ему удалось продержаться до наступления темноты. А на другой день, следуя той же дорогой, Александр взошёл на скалу; и соединился с Птолемеем. Испуганные этим, а также начавшимися осадными работами, инды бежали.
При переправе через Гидасп Птолемей командовал той частью войска, которая отвлекла на себя внимание царя Пора, и позволила Александру благополучно переправиться через реку. Достойно проявил он себя и в сражении македонской армии с огромным войском царя Пора. Позже, в стране кафеев, при осаде Сангары Александр поручил Птолемею охранять то место, где, скорее всего, ожидался прорыв врага. Птолемей велел на пути возможного отступления расставить брошенные телеги и вкопать в землю копья. Когда враги в темноте пошли на прорыв, их строй немедленно распался. Птолемей напал на них, многих перебил, а остальных загнал обратно в город Во время похода вниз по Инду Птолемей командовал третью македонского войска и, при этом, взял очень много городов.

#### Возле Александра
Некоторые авторы также приписывают ему долю в славе спасения жизни Александра, когда последний был тяжело ранен при штурме города в Стране маллов, за это он якобы и получил прозвище Сотер («Спаситель»). Но, как свидетельствуют Арриан и Курций Руф, Птолемей сам в своих записях утверждал, что он в этом сражении не участвовал, а бился в других местах и с другими варварами, предводительствуя сам войском.
Из многочисленных свидетельств мы видим, что Птолемей постоянно находится возле царя, оберегая его и стараясь смягчить его гневный, взрывной характер. Так он прикладывает все усилия, чтобы спасти от ярости Александра Клита Чёрного, но последний всё же был убит царём в пьяной ссоре. Доверие Александра к Птолемею возросло после раскрытия так называемого «заговора пажей», о котором Птолемей узнал от Эврилоха, сына Арсея. Афиней, со ссылкой на Харета, пишет: 

«Дегустаторов блюд называли эдеатрами (ε̉δεάτρως), они ели царскую пищу, чтобы царя не отравили. Позднее звание эдеатра стало означать главу всей прислуги; должность эта была высокая и почётная. По крайней мере, Харет пишет в третьей книге „Истории“, что эдеатром Александра был сам Птолемей Сотер».
Александр также отвечал ему любовью и уважением. Многие античные историки пересказывают сказание, что когда Птолемея ранили отравленной стрелой и ему грозила неминуемая смерть, Александр был так опечален этим, что ни на минуту не отходил от постели больного. Задремав там, Александр увидел во сне не то змею, не то дракона принёсшего траву-противоядие. С помощью этого сна трава была найдена и Птолемей спасён. Птолемей был дорог не только царю, но и пользовался уважением всего македонского войска. Курций Руф рассказывает: 

«Он был связан с царём кровным родством, утверждали даже, что он был сыном Филиппа и, несомненно, сыном его наложницы. Он был телохранителем царя, отважнейшим бойцом и ещё более ценным помощником в мирное время; он обладал умеренностью гражданского деятеля, был приятен в обращении, легкодоступен, в нём не было и следа царской спеси. Трудно было сказать, кому он был более дорог: царю или народу».
И именно Птолемею, в числе немногих, удалось уговорить Александра отдать приказ об окончании похода и возвращении крайне утомлённого войска домой, хотя сам царь и слышать об этом не хотел.

#### Возвращение войска
Во время чрезвычайно трудного обратного перехода по пустынным районам Гедросии, когда множество людей погибло от жажды, голода и жары, Птолемей в очередной раз командовал одной из трёх основных частей македонской армии, а именно той, которая двигалась вдоль самого моря. В 324 году до н. э. Александр поручил Птолемею организовать самосожжение Калана. На торжествах в Сузах 324 года до н. э., во время массового бракосочетания между македонянами и знатными персидскими девушками, которая должна была символизировать примирение между двумя враждовавшими народами, Птолемей получил в жёны Артакаму. Птолемей сопровождал Александра и в его последнем походе на воинственных коссеев.
Из всех этих перечисленных фактов ясно, что на момент кончины Александра немногие из его друзей и полководцев занимали столь видное положение, как Птолемей, сын Лага.

### Сатрап Египта

#### Назначение на должность
На совещании диадохов после смерти Александра Птолемей держался того мнения, что нельзя вручать государство в слабые руки. Поэтому он выступил против всех предлагавшихся наследников Александра — его брата Арридея, сына Геракла, рождённого Барсиной или того ребёнка (если родится мальчик), которого должна была родить Роксана. Вместо них он предлагал выбрать царя из среды самих диадохов, притом такого, кто благодаря своим высоким достоинствам ближе всего стоял к царю, кто правил областями и кому подчинялись воины. Однако по воле большинства царём был выбран слабоумный единокровный брат Александра Филипп III Арридей, но реальную власть осуществляли великие македонские полководцы, и главным образом Пердикка, конкретные функции которого, до сих пор неясные современным учёным, вероятно, уже были предметом споров среди самих вождей в запутанной борьбе, начавшейся после внезапной кончины великого завоевателя. Ясно, что Пердикка твёрдо вознамерился занять место верховного регента империи. Пердикка, кажется, смотрел на Птолемея как на одного из своих самых грозных соперников, но Птолемей был слишком мудрым, чтобы преждевременно показать свою силу. В этих условиях и последовавшем далее распределении сатрапий Птолемей понял, что хочет получить для себя Египет и постарался как можно быстрее убраться на безопасное расстояние от будущей схватки, которую он дальновидно предвидел.
При разделе империи после смерти Александра в июне 323 года до н. э. в Вавилоне сатрапом Египта был назначен Птолемей. Бывший финансовый администратор провинции и один из наиболее влиятельных людей региона Клеомен становился гиппархом. Осенью того же года Птолемей прибыл в Египет. Античные источники не дают возможности детально описать последующий конфликт между Птолемеем и Клеоменом. Лишь Павсаний утверждал, что «[Птолемей] переправился в Египет, убил Клеомена, которого Александр поставил в качестве сатрапа над Египтом, считая его сторонником Пердикки и поэтому человеком, которого нельзя считать верным и преданным ему, Птолемею». Согласно гипотезе Э. Бивена, разрыв между Клеоменом и Птолемеем произошёл не сразу. По мнению историка, Клеомен был доверенным лицом регента Македонской империи Пердикки в Египте и Птолемей некоторое время был вынужден терпеть Клеомена. Однако, когда Птолемей явно пошёл наперекор формальному главе империи организовав похищение тела Александра, устранение одного из правителей Египта стало неизбежным. По мнению Э. Бивена, Птолемей мог привлечь Клеомена к суду по какому-нибудь обвинению и казнить. Косвенно, о казни Клеомена через некоторое время, а не сразу после прибытия Птолемея свидетельствует тот факт, что на момент смерти Александра в подчинении финансового администратора Египта находилось не менее 4 тысяч наёмников, в то время как Птолемей обладал лишь личной гвардией. Птолемею было необходимо время, чтобы набрать силы и бросить вызов Клеомену.
В реконструкции Ю. Н. Литвиненко, Клеомен не захотел подчиниться новоприбывшему сатрапу и служить при нём гиппархом с неясными полномочиями. Конфликт становился неизбежным так как в руках Клеомена находилась казна, которая насчитывала 8 тысяч талантов, и контроль над войском наёмников. Птолемей, в свою очередь, мог использовать общую непопулярность Клеомена среди населения, греческих поселенцев и жрецов. Показательно, что верность Клеомену сохранил лишь гарнизон наёмников в Мемфисе. Не раньше осени 323 года до н. э. и не позднее 322/321 года до н. э. в сражении под стенами Мемфиса удача сопутствовала Птолемею, а Клеомен убит. Важную роль в захвате города сыграла некая выдумка военного инженера Сострата Книдского, которую Лукиан Самосатский описал словами: «последний отдал Мемфис в руки Птолемея без осады, разделив и отведя воды реки». В 321 году до н. э. перед началом похода на Египет регент Македонской империи Пердикка в качестве официального повода военной кампании выдвинул против Птолемея несколько обвинений, одним из которых стало убийство Клеомена.
Тотчас же по вступлении в сатрапию Птолемей выдал на погребение Аписа пятьдесят талантов серебра. Во имя царя Филиппа и Александра приказал он, как засвидетельствовано иероглифическими надписями, восстановить отчасти разрушенные персами храмы в Карнаке, Луксоре и других местах. Исключительно разумным управлением Птолемей вскоре сумел привлечь к себе египтян, так что в последовавших затем войнах они ни разу ему не изменили. Соседних царей он расположил в свою пользу различными благодеяниями и услугами.

#### Завоевание Киренаики
В 322 году до н. э. в расположенной западнее Египта Киренаике разгорелась война, когда из Спарты прибыл со своими наёмниками Фиброн. Ему не удалось быстро захватить Киренаику. В Кирене, которая испытывала недостаток в продовольствии, изгнали богатых граждан, а их имущество конфисковали. Аристократы бежали либо к Фиброну, либо ко двору Птолемея. Беглые олигархи просили Птолемея помочь им вернуться на родину. Для правителя Египта события вокруг Кирены были прекрасной возможностью присоединить богатый приморский город к своим владениям. Противоборство партий в Кирене и война с Фиброном истощили силы города. Предположительно летом 322 года до н. э. Птолемей отправил в Кирену сильные войско и флот во главе с Офеллом. Граждане Кирены осознали опасность быть покорёнными Птолемеем и предложили союз Фиброну, чтобы общими силами победить египтян. Однако, этот союз уже не мог спасти ни Фиброна от поражения, ни Кирену от завоевания. Офелл сначала отправил часть своих войск под командованием Эпикида Олинфского в Тевхиру, а сам вступил в бой с объединёнными силами Фиброна и киренцев. После поражения Фиброн бежал в область Тевхиры, где надеялся найти защиту, но вместо этого был схвачен войсками Эпикида.
Кирена ещё некоторое время продолжала оказывать сопротивление. Затем в Киренаику прибыл Птолемей со своим основным войском, который завершил осаду и присоединил область к своим владениям. Официально Киренаика стала частью эллинистического Египта, однако реальной властью в ней обладал Офелл, который правил в качестве вассала Птолемея. Покорение Кирены македонским вождём произвело громадное впечатление на греческий мир. Область стала для Птолемея важной ресурсной базой. Согласно данным из папирусов того времени, среди воинов-колонистов Фаюма и Верхнего Египта была значительная доля киренцев.

#### Похороны Александра
В этом же 322 году до н. э. в Египет с великой пышностью привезено было тело Александра, которое к тому времени ещё не нашло своего последнего пристанища. Сам Александр желал быть похороненным в святилище Амона в оазисе Сива, но это его желание так никогда и не было выполнено. Пердикка хотел отправить тело царя в далёкие Эги (в Македонии), в город древних македонских царей и местонахождения их гробниц. Однако Арридей, которому было поручено перевезти тело царя, отказался выполнить этот приказ. Птолемей осознавал, что престиж его государства, которое он уже мысленно создал себе в Египте, возрастёт безгранично, если оно будет владеть телом великого македонского героя, которое как предмет культа обладало необычайным влиянием на умы людей. Поэтому он в сопровождении внушительного военного эскорта встретил кортеж ещё в Сирии и уговорил Арридея переправить тело Александра в Египет.
Павсаний сообщает, что тело сначала было погребено в древнем коронационном центре — Мемфисе, пока сын Птолемея не переправил его в Александрию примерно сорок лет спустя. Диодор, Страбон и другие античные авторы говорят, что именно первый Птолемей положил тело Александра в так называемой Семе («гробнице») в Александрии. Возможно, это правда, и утверждение Павсания в таком случае объяснялось бы просто тем, что тело несколько лет находилось в Мемфисе, пока гробница в Александрии не была готова его принять. Александр был основателем города, и Птолемей распорядился, чтобы ему были оказаны высшие почести. Отныне Александр был покровителем и патроном державы Птолемеев в течение всего периода, пока она существовала. При его гробнице для отправления культа покойного царя состояли особые жрецы Александра. Это были выходцы из знатных семейств, принадлежащих к кругу македонской аристократии, а при случае эту должность замещали сами Птолемеи.

### Войны диадохов

#### Отражение нападения Пердикки
Самовольное выступление Арридея, встреча его с Лагидом в Сирии, их дальнейшие действия вопреки отданным приказаниям были актами явного возмущения против высшего авторитета в государстве, заслуживавшими такого же наказания. В том же году Птолемея посетили посланцы Антигона и Кратера, предлагая заключить союз против Пердикки. Птолемей, и до того бывший врагом Пердикки, а теперь ещё больше обеспокоенный его возросшим могуществом, согласился. Узнав о сложившемся против него союзе, Пердикка решил выступить с основными силами против Египта, оставив в Азии войско Эвмена, чтобы сдерживать Антигона и Кратера.
Весной 321 года до н. э. царские войска, возглавляемые Пердиккой и Филиппом III Арридеем, подошли к Нилу и стали неподалёку от Пелусия. К этому времени грубые замашки Пердикки, его непомерное властолюбие и жестокость, а также совершенно открытое стремление к царской власти, стали всем известны. Многие старые друзья покинули его и бежали к Птолемею, который был щедр, справедлив и внимателен к друзьям. Старым ветеранам он чем-то напоминал Александра. Они с великой охотой шли служить под его знамёна и выполняли его приказания.

«Люди, вследствие его милосердия и благородного сердца, охотно стекались со всех сторон в Александрию и с радостью записывались для участия в походе, хотя царская армия была намерена сражаться против Птолемея; и, несмотря на то, что риск был очевиден и велик, все они с готовностью приняли на себя, как свой собственный риск, охрану безопасности Птолемея. Боги также спасали его неожиданно из самых больших опасностей из-за его мужества и честности в отношении ко всем своим друзьям».
Когда Пердикка почувствовал опасность обаяния Птолемея, он постарался несколько смягчить свой нрав, а недостаток любви купить богатыми подарками и заманчивыми обещаниями. Усилив, таким образом, свою популярность, он осадил Птолемея в укреплённом пункте, который назывался Верблюжий форт. Когда македоняне пошли на штурм, Птолемей, вооружившись длинным копьём, собственноручно ослепил с вала одного из слонов, а затем многих из македонян убил и сбросил со стены вниз. Исчерпав свои силы в бесплодных штурмах, Пердикка решил начать переправу через Нил. Но в то время, когда войско переходило вброд через широкую реку, уровень воды стал вдруг быстро повышаться. Множество македонян утонуло, было убито неприятелем или съедено крокодилами. Погибло более 2000 человек, и это было последней каплей, переполнившей чашу терпения македонян. Ночью по всему македонскому стану слышались жалобы и проклятия. В этой обстановке всеобщего озлобления несколько военачальников устроили заговор против Пердикки. Во главе него стоял Пифон. Приблизившись к палатке Пердикки, они вдруг напали на него, и убили (июль 321 года до н. э.). После этого всё войско перешло на сторону Птолемея. Лишь немногие, оставшиеся верными Пердикке, бежали в Тир. Туда же из Пелусия отплыл с флотом наварх Пердикки Аттал. После смерти Пердикки Птолемею I было предложено место имперского регента. Однако Птолемей всегда отдавал себе отчёт в необычайных трудностях, связанных с управлением и с сохранением единства империи и отказался. Осенью 321 года до н. э. победившие вожди, принадлежавшие к партии противников Пердикки, встретились в Трипарадисе, городе где-то на севере Сирии, чтобы снова договориться о разделении власти в империи. Право Птолемея владеть Египтом и Киренаикой было подтверждено. Вероятно, в этот же период Птолемей укрепил свой союз с новым регентом Антипатром, женившись на его дочери Эвридике.
В следующем, 320 году до н. э., Птолемей предложил сатрапу Келесирии, которая включала в свой состав Финикию и Сирию, продать контроль над стратегически важными финикийскими портами. Для Птолемея они были необходимы в качестве передовых баз для завоевания Кипра. Лаомедон ответил отказом. Тогда Птолемей в конце лета 320 года до н. э. направил для вторжения в Сирию армию во главе с Никанором. Лаомедон не смог организовать эффективного сопротивления, попал в плен к Никанору и был отправлен в Египет, а вся Сирия и Финикия стали владениями Птолемея. По мнению историка И. Г. Дройзена захватом Келесирии Птолемей, хоть и увеличил свои владения, поставил себя в оппозицию к центральной власти Македонской империи. Обеспечив верность городов Финикии и разместив там гарнизоны, Никанор вернулся в Египет. Согласно Иосифу Флавию, как раз в это время Птолемей хитростью захватил Иерусалим. Разузнав об обычаях евреев, он вступил в Иерусалим в субботу, под предлогом принесения жертвы, и легко овладел городом. Многих иудеев он переселил в Египет. Впрочем, убедившись, что они твёрдо хранят клятву, Птолемей стал принимать в свою армию евреев наравне с македонянами.

#### Коалиция против Антигона
Смерть Антипатра в 319 году до н. э. вызвала большие изменения в расстановке сил македонских лидеров; теперь Птолемей был вынужден поддерживать союз с Кассандром и Антигоном против Эвмена, на стороне которого были новый регент Полиперхон и мать Александра Македонского Олимпиада. Сначала Птолемей снарядил флот, с которым он отправился к берегам Киликии, и начал операции против Эвмена, не привёдшие к особым результатам; Эвмен, в свою очередь, стал угрожать несправедливо удерживаемой Птолемеем Финикии, также впрочем безуспешно. Так как война в конечном счёте переместилась в верхние провинции Азии, то Птолемей вынужден был довольствоваться пассивной ролью наблюдателя. Не участвуя в дальнейшей войне, Птолемей до конца лета 316 года до н. э. оставался союзником Антигона, который к тому времени завоевал всю Азию. Наконец решительная победа Антигона над Эвменом подняла бывшего союзника на такие высоты власти, что он стал опасен для своих едва ли менее, чем бывшие враги.
Положение изменилось после того, как в Египет бежал сатрап Вавилонии Селевк. Птолемей принял Селевка очень благожелательно. Селевк много говорил о могуществе Антигона, рассказывал, что Антигон решил убрать из сатрапов всех людей высокого положения и в частности тех, кто служил при Александре; в качестве примеров этого он назвал убийство Пифона, удаление Певкеста из Персии, и свои собственные переживания. Он также сделал обзор огромных вооружённых сил Антигона, его неисчислимому богатству, и его недавних успехов, и пришёл к выводу, что в результате он стал высокомерным и лелеет в своих честолюбивых планах приобрести всё македонское царство. Птолемей проникся его доводами и отправил от себя послов к Кассандру и Лисимаху, чтобы и тех поднять войной на Антигона. Когда коалиция сложилась, Птолемей, Кассандр и Лисимах отправили к Антигону своих послов, требуя, чтобы тот поделился своими завоёванными провинциями и сокровищами. В противном случае они грозили войной. Антигон сурово ответил, что уже готов к войне с Птолемеем. Послы ушли ни с чем.

#### Начало войны с Антигоном
Весной 315 года до н. э. Антигон начал военные действия вторжением в Сирию, быстро восстановил свою власть в Финикии, и осадил Тир, самый важный из всех финикийских городов. Так как Птолемей благоразумно держал в Египте все корабли из Финикии с их экипажами, он несомненно главенствовал на море. У Антигона же не было даже нескольких кораблей. Осаждая Тир, он собрал царей финикийцев и наместников Сирии и поручил им оказать ему помощь в строительстве кораблей, намереваясь уже к лету иметь 500 кораблей. Продолжая осаду Тира, Антигон одновременно продвинулся на юг и взял штурмом города Иоппию и Газу. Захваченных солдат Птолемея он распределил в своих рядах, а в каждом городе разместил гарнизон.
Потеряв финикийские порты на сирийском побережье, Птолемей отправил своих полководцев на Кипр, который был нужен ему в качестве военно-морской базы в борьбе против Антигона. Остров Кипр с его смешанным греко-финикийским населением не был единым. Несколькими областями Кипра управляли независимые цари. Некоторые из них стояли на стороне Антигона; династы же Сол, Саламина, Пафоса и Китр поддерживали Птолемея. С прибытием войска Птолемея начала устанавливаться его власть на всём острове. В то же время Птолемей направил на Пелопоннес с пятьюдесятью кораблями своего флотоводца Поликлета, который должен был вести там борьбу против сторонников Антигона и привлекать греков на свою сторону, обещая им свободу. Мирмидона, афинянина состоявшего у него на службе, с наёмниками он направил в Карию, чтобы помочь Асандру, тамошнему сатрапу, союзнику Птолемея I, который подвергся нападению стратега Птолемея, племянника Антигона. Селевк и Менелай, брат царя, оставались на Кипре вместе с царём Никокреоном и другими союзниками, и должны были вести войну против враждебных им кипрских городов. Вскоре они захватили города Кирения и Лапифа, заручились поддержкой Стасиойка, царя Мариона, вынудили правителя Аматуса дать залог, и вели упорную осаду со всеми своими силами города ситиенцев, которых не в состоянии были заставить присоединиться к ним.
Поликлет же, узнав, что Пелопоннес добровольно перешёл в руки Кассандра, отплыл в Афродисий в Киликии, так как узнал, что флотоводец Антигона Феодот плывёт ему навстречу, а по берегу его сопровождает Перилай со своей армией. Высадив своих солдат, он скрыл их в подходящем месте, где с неизбежностью должен был пройти враг, а сам с флотом укрылся за мыс. Армия Перилая первая попала в засаду; Перилай был взят в плен, некоторые погибли во время боя, а прочие были взяты в плен. Затем Поликлет со своим флотом, построенным к бою, внезапно выплыл перед Феодотом и легко разгромил обескураженного врага. Результатом было то, что все корабли были захвачены и также значительное число людей, среди них сам Феодот, который был ранен и через несколько дней умер.
В 314 году до н. э. Тир наконец попал в руки Антигона. Тот, используя уже построенные корабли, осадил Тир с моря, пресёк подвоз хлеба и стоял под городом год и три месяца. Солдаты Птолемея были вынуждены заключить договор, по которому их беспрепятственно отпустили вместе с их имуществом, а Антигон ввёл в город свой гарнизон и с этого момента стал бесспорным хозяином Сирии и Финикии. Узнав, что Кассандр сильно теснит его военачальников в Малой Азии, Антигон оставил в Келесирии со значительным войском своего сына Деметрия, который должен был прикрывать возможное наступление Птолемея из Египта, а сам поспешил на север.
Однако Птолемей не смог двинуться на освобождение своих азиатских провинций; ему помешало восстание его подданных в Киренаике. Через девять лет подчинения чужеземному македонскому правителю город Кирена летом 313 года до н. э. взбунтовался и осадил цитадель с египетским гарнизоном, а когда прибыли послы из Александрии и велели им прекратить мятеж, они убили их и продолжали нападать на цитадель с большей энергией. Разгневавшись на них, Птолемей направил стратега Агиса с сухопутной армией, а также послал флот принять участие в войне, поручив командование Эпенету. Агис энергично напал на мятежников и взял город штурмом. Тех, кто были виновен в подстрекательстве, он заковал и отправил в Александрию, а затем, лишив прочих оружия и упорядочив дела города каким-то способом, казавшимся ему наилучшим, он вернулся в Египет. Однако восстание в Киренаике на этом не прекратилось, а наоборот ещё более разгорелось, причём мятеж возглавил сам наместник Офелла (может быть он с самого начала руководил им). Вскоре Офелла добился полной независимости. Как это произошло, нам не известно, но в дальнейшем мы видим Офеллу, как самостоятельного правителя.
В тот же год Птолемей лично с большим войском переправился на Кипр и довершил завоевание острова. Обнаружив, что финикийский правитель Китиона Пигмалион (Пумаййятон) вёл переговоры с Антигоном, он приговорил его к смертной казни. Также он арестовал Праксиппа, царя Лапифии и правителя Керинии, которого он подозревал в дурном отношении к себе, а также Стасиойка, правителя Мариона, разрушив город и переселив жителей в Пафос. После выполнения этих дел он назначил Никокреона стратегом Кипра, отдав ему как города, так и доходы царей, которые были изгнаны. Затем он со своим войском отплыл в так называемую Верхнюю Сирию, захватил и разграбили Поседион (в устье Оронта) и Потам Карон. Затем не мешкая направился в Киликию, где взял Малы и продал в рабство, кого захватил там. Он также ограбил соседние земли, и после насыщения своей армии добычей, отплыл на Кипр. Его действия были настолько быстры, что Деметрий, бросившийся на выручку Малам, проделал путь из Келесирии в Киликию всего за шесть дней, но никого уже там не застал.

#### Сражение при Газе
В 313 или 312 году до н. э. войско Птолемея, при котором также находился военачальник Селевк, выступило из Александрии. Сначала Птолемей дошёл до Пелузия, а затем, после кратковременной остановки, пересёк пустыню и достиг Газы, где со своим войском расположился Деметрий. Советники Деметрия, в число которых входили опытные военачальники и участники ещё походов Александра Македонского Неарх, Пифон, Андроник и Филипп, советовали не вступать в сражение со столь опытным противником как Птолемей, который к тому же имеет численное преимущество. Деметрий «не обратил на них внимания, но самонадеянно готовился к столкновению, поскольку он был очень молод и хотел участвовать в столь великой битве отдельно от своего отца».
Согласно Диодору Сицилийскому, Антигон оставил Деметрию войско из десяти тысяч наёмников, двух тысяч македонян, пятисот ликийцев и памфилийцев, четырёхсот персидских лучников и пращников, 4400 или 5000 всадников и 43 боевых слона. Птолемей имел преимущество в пехоте (18 тысяч и неизвестное количество вспомогательных войск из числа египтян), меньше конницы (4 тысячи) при отсутствии, либо незначительном количестве, боевых слонов.
Битва развернулась на приморской равнине, так что правый фланг армии Деметрия выходил к морю. По составленному Деметрием плану решающей должна была стать атака конницы на левом фланге, после которой фаланга Птолемея была бы прижата к воде. Поэтому он сосредоточил здесь свои основные силы. По плану Деметрия, правое крыло было вспомогательным. Военачальник правого фланга Андроник получил приказ избегать участия в сражении и после его начала отвести свои силы назад. Птолемей и Селевк вовремя оценили план противника и быстро переменили диспозицию своих сил. Наиболее боеспособные части войска они переместили на правый фланг.
А. Дивайн выделил три фазы битвы при Газе. Сражение началось на главном фланге между всадниками Деметрия и Птолемея. Первая схватка конницы шла на равных, без явного преимущества у какой-либо из сторон («лучшие всадники состязались друг с другом в доблести, поскольку их полководцы сражались бок о бок с ними»). На этом фоне Деметрий послал в бой слонов (вторая фаза битвы согласно А. Дивайну). Он предполагал, что этой силе противник ничего не сможет противопоставить. Однако, животные попали на «минное поле». После того как погонщики погибли от обстрелов лучников и пращников, слоны были захвачены воинами Птолемея. При виде этой неудачи конница Деметрия обратилась в бегство, за которой последовало и основное войско (третья фаза битвы согласно А. Дивайну).
Согласно Диодору Сицилийскому, потери в войске Деметрия составили 500 убитых, среди которых были Пифон и приближённый Антигона Беот. В плен попало около 8 тысяч, которых Птолемей расселил по номам Египта. Плутарх писал о восьми тысячах пленных и пяти тысячах погибших в войске Деметрия.
После победы войско Птолемея заняло Газу. Сам Деметрий бежал в Азот, откуда отправил послов с просьбой о перемирии и разрешении похоронить погибших. Птолемей без выкупа освободил обоз и прислугу Деметрия. Также он поздравил молодого военачальника с той храбростью, которую тот показал во время сражения.
Непосредственно после сражения Птолемей подчинил финикийские города. Битва при Газе имела важные стратегические последствия для дальнейшего хода войн диадохов. Во-первых, она перечеркнула планы Антигона о восстановлении единой власти в Македонской империи Александра. После победы Птолемей планировал дальнейший захват Сирии и Финикии. Во-вторых, она открыла врагам Антигона путь вглубь его азиатских владений. Селевк, воспользовавшись моментом, решил вернуть себе власть в Вавилоне. Птолемей выделил военачальнику тысячу воинов и 200 всадников, с которыми Селевк и отправился в Вавилонию. Деметрий, занятый подготовкой обороны от дальнейшего наступления Птолемея, не мог помешать этому походу. Впоследствии Селевк в ходе Вавилонской войны вернул себе власть в регионе и создал государство Селевкидов.

#### Новая утрата азиатских владений и новое восстание в Киренаике
Затем судьба совершила неожиданный поворот, как часто бывало в те бурные дни. После победы при Газе Птолемей оставался в Келесирии. Против Деметрия, расположившегося станом в Верхней Сирии, он послал Килла Македонца, дав ему достаточно войск, и приказал ему изгнать Деметрия полностью из Сирии или поймать и уничтожить его. Деметрий, узнав от шпионов, что Килл беспечно расположился станом в Миусе, оставил свой обоз в тылу и со своими легковооружёнными солдатами совершил усиленный марш, а затем, неожиданно напал на врага на рассвете, он без боя пленил армию и, в том числе, самого стратега. Вскоре пришло известие, что Антигон со всем своим войском перевалил через Тавр и соединился с сыном. Птолемей собрал полководцев и стал держать с ними совет. Большинство указывало ему на многочисленность противника, мудрость и опытность самого Антигона и не советовало сражаться в Сирии, так далеко от Египта, ставя всё на карту. Птолемей согласился, велел отступать из Сирии и разрушил самые значительные города, из тех что он захватил; Акию в финикийской Сирии, Иоппию, Самарию и Газу. Вся добыча, которую можно было увезти или унести, была вывезена в Египет. Антигон же в короткий срок восстановил свою власть в Сирии и Финикии. Одновременно снова взбунтовалась Кирена, на этот раз не против Офелла, а под его предводительством. Для Птолемея настали нелёгкие времена.
В следующем 311 году до н. э. Кассандр, Птолемей и Лисимах пришли к соглашению с Антигоном и заключили мирный договор. В нём были условия, что Кассандр будет стратегом Европы пока Александр, сын Роксаны, достигнет совершеннолетия; что Лисимах управляет Фракией, и что Птолемей управляет Египтом и городами, прилегающих к нему в Ливии и Аравии, что Антигон главный во всей Азии; и, что греки имеют автономию. Но на деле они не соблюдали все эти соглашения, вместо этого, каждый из них, выдвигая правдоподобные оправдания, продолжал стремиться увеличить свои владения.

#### Захват территорий на юге и западе Малой Азии
О мотивах привёдших к мирному договору 311 года до н. э. ничего не известно, но вероятно все стороны рассматривали его, как не более чем перемирие. Это была лишь краткая передышка в длительной борьбе, и вскоре война продолжилась, как прежде. В том же 311 году до н. э. был убит в Македонии наследник державы Александр IV сын Александра Великого, что впредь делало бы Египет независимым государством, а его сатрапа — полноправным владыкой. Но возможно, македонский регент Кассандр поначалу скрывал этот факт. Во всяком случае, в Египте чеканили монеты с именем Александра IV вплоть до 305/304 года до н. э. Также археологами обнаружены папирусы, которые датируют 307 и 305/304 годами до н. э. с указанием царствующего монарха Александра IV.
Птолемей, кажется, был первым кто возобновил военные действия. С этих пор усилия Птолемея были в основном направлены на установление господства на море. Последовавшие затем годы Птолемей использовал, чтобы создать для себя опорные пункты на южном и западном побережьях Малой Азии, равно как и в Греции. В 310 года до н. э. он, под предлогом, что Антигон, в соответствии с договором, не вывел свои войска из греческих городов и не предоставил им автономию, отправив флот во главе с Леонидом, для покорения городов в горной Киликии, которые принадлежали Антигону; а также послал в города, которые находились под контролем Кассандра и Лисимаха, с просьбой сотрудничать с ним и предотвратить слишком сильное возвышение Антигона. Однако Деметрий провёл мощную кампанию, разгромил стратегов Птолемея и возвратил города Киликии.
В 309 году до н. э. Птолемей лично отплыл с большим флотом в Ликию и высадившись у Фаселиса, взял этот город. Затем он захватил штурмом Ксанф, в котором был гарнизон Антигона. Далее он отправился в Карию, где завладел городом Кавн, а также другими городами этой области. Осадил он также Галикарнас, но был отброшен внезапным приходом Деметрия. Он штурмовал Гераклею (Heracleum), но получил во владение Персикий (Persicum), когда находящиеся там солдаты сдали его. При этом птолемеевский флот вёл операции, базируясь на острове Кос. Здесь у Птолемея родился сын — впоследствии Птолемей II, прозванный потомками Филадельфом. Туда же к нему прибыл Птолемей, племянник Антигона и один из его ведущих военачальников. Из-за разногласий с дядей он покинул его и предложил свои услуги египетскому царю. Птолемей сначала принял его любезно, а затем, узнав, что он стал самонадеянным и пытался привлечь на свою сторону начальников, беседуя с ними и одаривая их, опасаясь, как бы он не составил какой-либо заговор, он предупредил это, арестовав его и заставив выпить напиток из болиголова, а его солдат привлёк на свою сторону щедрыми обещаниями и распределил среди воинов своей армии.

#### Вторжение на материковую Грецию
Весной 308 года до н. э. Птолемей отплыл с сильным флотом из Минды в Карии через острова к Пелопоннесу. Изгнав из Андроса гарнизон противника, Птолемей сделал первый шаг к установлению своего протектората над Кикладскими островами в Эгейском море, который в последующие годы должен был стать важным фактором в Средиземноморском регионе. Делос, являвшийся политическим центром Кикладского архипелага, по причине его религиозного значения, Птолемей также вырвал примерно в то же время из под власти Афин, которым Делос подчинялся почти два века. В найденной на Делосе описи храмового имущества упоминается ваза с посвящением: «От Птолемея, сына Лага, Афродите». Высадившись на Истме, он овладел Сикионом, Мегарами и Коринфом, планируя освободить и другие греческие города, думая, что доброе отношение греков даст большой выигрыш ему в его собственном предприятии, но когда пелопоннесцы, согласившись внести свой вклад продовольствием и деньгами, не внесли ничего из того, что обещали, правитель в гневе заключили мир с Кассандром, по условиям которого каждый должен был оставаться хозяином тех городов, которые он удерживал, и после обеспечения Сикиона и Коринфа гарнизонами, Птолемей отправился в Египет. Таким образом он добился не слишком многого, но он всё же смог закрепить за собой, заняв гарнизонами, города Коринф, Сикион и Мегары. Они были поставлены под начало стратега Клеонида. Впрочем, эти города были единственными владениями, которые Птолемей приобрёл тогда в Греции, но и они находились под его властью лишь непродолжительное время, во всяком случае, не позднее 302 года до н. э., когда Антигон и Деметрий, основав Панэллинский союз в Коринфе, создали в Греции новую систему отношений. Однако эта перемена, как известно, была весьма кратковременной.
Неизвестно, преследовала ли внешняя политика Птолемея в Греции какие-либо далеко идущие планы, или же он, как и другие диадохи, просто хотел заставить считаться с собою. Греческие владения можно было удержать из Египта лишь с большим трудом, и потому спустя немного лет от них пришлось отказаться. В любом случае греческая политика Лагида осталась всего лишь эпизодом. Она, впрочем, показывает, что Птолемей без церемоний отказывался от начатых предприятий, если сознавал, что они в целом неосуществимы. Для господства над большей частью Греции его сил всё равно не хватало, поскольку они были необходимы в других местах.
Между тем Птолемей предпринял попытку установить связь с Клеопатрой, сестрой Александра Великого, находившейся тогда в Сардах, однако Антигон сорвал планы Птолемея, распорядившись, не мешкая, убить Клеопатру. Брачные узы между Птолемеем и Клеопатрой, вне всякого сомнения, содействовали бы значительному росту престижа Лагида, так как он таким путём был бы принят в семью Александра. Образ покойного царя всё ещё не утратил тогда своей магической силы. Правда, Клеопатре в то время было уже около 47 лет (она родилась примерно в 355 году до н. э.), но это не имело значения — имя великого брата придавало ценность её личности.

#### Возвращение отпавшей Киренаики
Этим успехам на море соответствовало важное приобретение на западной границе Египта: к 308 году до н. э. удалось вернуть отпавшую пять лет назад Киренаику. Правитель Киренаики Офелла, решив расширить границы своих владений за счёт территории Карфагена, заключил союз с Агафоклом, царём Сиракуз и с сильным войском двинулся походом на Карфаген. Однако соединившись с Агафоклом, ничего не подозревающий Офелла был убит сиракузским тираном, а вся его армия перешла на сторону Агафокла, соблазнившего её щедрыми посулами. Воспользовавшись отсутствием войск в Киренаике, Птолемей направил в Кирену своего пасынка Мага и тот без труда вернул провинцию под власть Египта. Мага получил в Кирене пост наместника и во всех отношениях зависел от своего отчима.

#### Война за остров Кипр
В 307 году до н. э. Деметрию Полиоркету удалось установить свою власть над большей частью Греции. Деметрий подослал своего человека к полководцу Птолемея Леониду, начальнику сторожевых отрядов в Сикионе и Коринфе, и предлагал ему денег, если он освободит эти города, но Леонид ответил отказом. Птолемей, похоже, остался безучастным к делам на материковой Греции и все свои усилия сосредоточил на обороне Кипра. Диодор Сицилийский писал, что в 310/309 году до н. э. царь Пафоса Никокл тайно заключил союз с Антигоном. Узнав об этом, брат Птолемея Менелай, который командовал египетскими войсками на Кипре, отправил к Пафосу войско под командованием Аргея и Калликрата, которые заставили Никокла покончить жизнь самоубийством. В историографии существует версия о том, что Диодор перепутал имена царя Пафоса Никокла и царя Саламина Никокреона. Эта гипотеза не получила признания в историографии. Так, историк Х. Геше подчёркивала, что Диодор приводил информацию о наследовании Менелаем трона Никокреона при описании событий 311/310 года до н. э., а о самоубийстве Никокла — 310/309 года до н. э. Описание самоубийства Никокла при угрозе со стороны войск Птолемея содержится также в «Стратегемах» Полиэна. Соответственно, по мнению ван Оппена, если ошибка и произошла, то её источником был некий общий для Диодора и Полиэна источник.
В 306 году до н. э. Деметрий прибыл на Кипр c 15 тысячами воинов и 400 всадниками. Он высадился на полуострове Карпас возле города Карпасия на северо-восточном побережье острова. Вытащив на берег корабли, воины окружили лагерь частоколом и глубоким рвом. После этого в ходе набегов были захвачены поселения Урания и Карпасия. Брат Птолемея Менелай выступил навстречу войску Деметрия с 12 тысячами воинами и 800 всадниками. В последовавшем сражении Менелай проиграл, потерял тысячу человек убитыми и три тысячи пленными, и был вынужден с остатками своего войска укрыться за городскими стенами.
В это время Менелай начал готовиться к предстоящей осаде и одновременно отправил гонца к брату Птолемею с просьбой о помощи. Деметрий решил изготовить осадные машины больших размеров, для чего направил за инженерами из Азии и материалами (дерево и железо). После неудачного штурма Деметрий продолжил осаду в надежде взять город измором.
После полученных новостей из Саламина Птолемей во главе своего флота отплыл из Александрии. Высадившись в районе Пафоса, он получил дополнительные корабли от вассальных кипрских городов. Собрав под своими знамёнами 140 квадрирем и квинквирем и более 200 транспортных кораблей, он отплыл к Китиону (нынешняя Ларнака). Там он отправил гонцов к Менелаю с просьбой выслать из Саламина 60 кораблей, которые усилили бы основной флот Птолемея. От Китиона флот выдвинулся к Саламину в ускоренном режиме, надеясь успеть прибыть до его падения и объединить флоты с Менелаем. Деметрий, в свою очередь, сделал необходимые приготовления для предстоящего сражения — снабдил корабли метательными снарядами и баллистами и установил на носах достаточное количество катапульт для метания стрел, а также укомплектовал команды кораблей лучшими воинами. Перед сражением преимущество было у Птолемея. Его флот как по опыту, так и по численности судов превосходил противника. Птолемей также надеялся на 60 кораблей в гавани Саламина, которые смогут прийти на помощь основному флоту и атаковать корабли Деметрия с тыла. Согласно Плутарху, Птолемей предложил Деметрию «убраться вон», на что не только получил отказ, но и требование забрать свои войска из Коринфа и Сикиона. Античный историк писал: «Борьба [между Деметрием и Птолемеем] неопределенностью своего исхода держала в напряжённом ожидании не только самих противников, но и каждого из остальных властителей, ибо ясно было, что успех отдает в руки победителя не Кипр и не Сирию, но верховное главенство».
Согласно Диодору Сицилийскому, Деметрий приказал Антисфену с десятью пентерами перекрыть самое узкое место выхода из гавани Саламина. В его задачу входило не допустить прорыва шестидесяти саламинских судов к основным силам Птолемея во время сражения. Флот Деметрия, который участвовал в битве, насчитывал 108 кораблей. Оба военачальника усилили левые фланги и ослабили правые. Птолемей надеялся прорвать линию судов Деметрия, доплыть до Саламина и деблокировать город, а также отрезать силы соперника от берега. Деметрий, напротив, хотел прижать левый фланг и центр Птолемея к берегу, на котором располагались его войска.
Битва при Саламине на Кипре состоялась весной или летом 306 года до н. э. В начале сражения экипажи использовали луки и баллисты, на более близком расстоянии переходя к дротикам, а сблизившись с вражеским кораблём, воины вместе с гребной командой начинали атаку. Находясь на борту гептеры, Деметрий активно участвовал в схватке, в ходе которой трое его телохранителей были ранены. Ему удалось разбить правое крыло противника и обратить в бегство корабли, находившиеся на фланге. В то же время Птолемей смог нанести серьёзный урон флоту противника на своём фланге, но, осознав разгром своего флота на другом участке сражения, решил отступать к Китиону.
В это время 60 кораблей из Саламина под командованием наварха Менетия смогли прорвать блокаду Антисфена, но прибыли лишь к окончанию битвы, так что им пришлось немедленно возвращаться назад. Таким образом, Антисфен, хоть и не смог удержать саламинские корабли в гавани, выполнил поставленную задачу, не дав им возможности вступить в битву и переломить её ход
Сразу после завершения битвы Деметрий поручил Неону и Буриху подобрать барахтающихся в воде людей. По словам Диодора, Птолемей потерял бо́льшую часть своего флота, а его противник сумел захватить 8 тысяч человек на 100 транспортных кораблях, 40 нетронутых и 80 повреждённых боевых кораблей. Во флоте Деметрия было повреждено 20 военных кораблей, которые после соответствующего ремонта вернулись в строй. Плутарх сообщает о том, что правитель Египта смог сохранить только 8 кораблей, оставив победителю 70 кораблей, рабов, сокровища и часть своих приближённых. Среди них был и сын Птолемея Леонтиск.
После поражения Птолемея Менелай сдал Саламин Деметрию. Вскоре другие города Кипра также признали верховную власть Антигона. Согласно Юстину, победитель великодушно отпустил Менелая и других близких Птолемею людей, в том числе и сына Леонтиска, в Египет. С завоеванием Кипра Антигон получил морскую базу для ведения дальнейших военных действий против Египта. Также он становился гегемоном восточного Средиземноморья.

#### Отражение вторжения в Египет Антигона и Деметрия
Воодушевлённый подвигами Деметрия на Кипре, Антигон без промедления выступил против Птолемея. Он вызвал к себе с Кипра Деметрия, предполагая начать поход на Египет. По Диодору, с ним было 80 000 пехоты, 8000 конницы и 83 слона. Флот он поручил Деметрию, который имел 150 триер и ещё 100 транспортных судов с припасами и оружием (однако не стоит слишком доверять цифрам, которые приводят в такой связи древние историки). Но, как и предыдущий поход, предпринятый Пердиккой, этот тоже окончился неудачей. С точки зрения физических условий Антигону было бы лучше отложить наступление до лета. Зимой Нил разливается, а навигация вдоль берега становится трудной и опасной из-за сильных северо-западных ветров. Но наличие борьбы за мировое господство, сознание необходимости нанести удар по Птолемею, пока он ещё слаб из-за потерь на Кипре, безусловно, не позволили Антигону тянуть с его предприятием.
Деметрий отплыл из Газы и несколько дней шёл при тихой погоде, но потом был застигнут свирепым штормом. Множество кораблей потонуло, другие вернулись к Газе, и лишь с небольшой частью судов Деметрий добрался до Касия. Пристать здесь было невозможно. Волнение продолжалось, а припасы и пресная вода совсем вышли. Вскоре подошёл Антигон с войском, и армия, продолжая путь, пришла на берег Нила. Люди Птолемея, плавая вдоль берега, предлагали перебежчикам награду, рядовому — две мины, а командиру — талант. Много солдат Антигона соблазнилось этим предложением и перешло к Птолемею. Деметрий попытался высадить войска в одном из рукавов Нила, но встретил здесь сильные отряды египтян и катапульты, которые не позволили ему приблизиться. Попытались высадиться в другом рукаве, но также безрезультатно. Деметрий вернулся к великой досаде Антигона, который ничем не мог помочь сыну, будучи отрезан полноводным Нилом. Вскоре в огромной армии стал ощущаться голод. Собрав совет, Антигон выслушал мнения полководцев. Все советовали возвратиться в Сирию. Так и пришлось поступить.

### Царь Египта

#### Имя
|  |

| A347 | O29V | Aa15 | D10 | X1 · O49 | Q3 · X1 · E23 | Aa15 | M17 | M17 · S29 | A1 | V10 · I9 |

| A347 | O29V | Aa15 | D10 | X1 · O49 | Q3 · X1 · E23 | Aa15 | M17 | M17 · S29 | A1 | V10 · I9 |

| Q3 | D46 · E23 | Aa15 | M17 | M17 | O34 | A1 | Q3 | Aa1 · N39 | D46 · D21 | Q3 · N35 | D40 |

| Q3 | D46 · E23 | Aa15 | M17 | M17 | O34 | A1 | Q3 | Aa1 · N39 | D46 · D21 | Q3 · N35 | D40 |

| G5 |

| G5 |

| G36 · D21 | F9 · F9 | M23 | A44 | N29 · W24 · N35 · D36 |

| G36 · D21 | F9 · F9 | M23 | A44 | N29 · W24 · N35 · D36 |

| G16 |

| G16 |

|  |

| M23 · X1 | L2 · X1 |

| M23 · X1 | L2 · X1 |

| C1 | C12 | U21 · N35 | N36 |

| C1 | C12 | U21 · N35 | N36 |

| C1 | C12 | U21 · N35 | N36 |

| C1 | C12 | U21 · N35 | N36 |

| C1 | C12 | U21 · N35 | N36 |

| C1 | C12 | U21 · N35 | N36 |

| C1 | C12 | U21 · N35 | N36 |

| C1 | C12 | U21 · N35 | N36 |

| C12 | N36 · N35 · U21 | C1 |

| C12 | N36 · N35 · U21 | C1 |

| C12 | N36 · N35 · U21 | C1 |

| C12 | N36 · N35 · U21 | C1 |

| C12 | N36 · N35 · U21 | C1 |

| C12 | N36 · N35 · U21 | C1 |

| C12 | N36 · N35 · U21 | C1 |

| C12 | N36 · N35 · U21 | C1 |

| C1 | C12 | S29 | X1 · Q3 | U21 · N36 |

| C1 | C12 | S29 | X1 · Q3 | U21 · N36 |

| C1 | C12 | S29 | X1 · Q3 | U21 · N36 |

| C1 | C12 | S29 | X1 · Q3 | U21 · N36 |

| C1 | C12 | S29 | X1 · Q3 | U21 · N36 |

| C1 | C12 | S29 | X1 · Q3 | U21 · N36 |

| C1 | C12 | S29 | X1 · Q3 | U21 · N36 |

| C1 | C12 | S29 | X1 · Q3 | U21 · N36 |

| G39 | N5 | \| \| |
|     |    |       |

|  |

| G39 | N5 | \| \| |
|     |    |       |

|  |

| Q3 · X1 | V4 | E23 · Aa15 | M17 | M17 | S29 |

| Q3 · X1 | V4 | E23 · Aa15 | M17 | M17 | S29 |

| Q3 · X1 | V4 | E23 · Aa15 | M17 | M17 | S29 |

| Q3 · X1 | V4 | E23 · Aa15 | M17 | M17 | S29 |

| Q3 · X1 | V4 | E23 · Aa15 | M17 | M17 | S29 |

| Q3 · X1 | V4 | E23 · Aa15 | M17 | M17 | S29 |

| Q3 · X1 | V4 | E23 · Aa15 | M17 | M17 | S29 |

| Q3 · X1 | V4 | E23 · Aa15 | M17 | M17 | S29 |

| Q3 · D46 | G43 | E23 · Aa15 | M17 | M17 | S29 |

| Q3 · D46 | G43 | E23 · Aa15 | M17 | M17 | S29 |

| Q3 · D46 | G43 | E23 · Aa15 | M17 | M17 | S29 |

| Q3 · D46 | G43 | E23 · Aa15 | M17 | M17 | S29 |

| Q3 · D46 | G43 | E23 · Aa15 | M17 | M17 | S29 |

| Q3 · D46 | G43 | E23 · Aa15 | M17 | M17 | S29 |

| Q3 · D46 | G43 | E23 · Aa15 | M17 | M17 | S29 |

| Q3 · D46 | G43 | E23 · Aa15 | M17 | M17 | S29 |

| Q3 · D46 | G1 | E23 · Aa15 | M17 | M17 | S29 |

| Q3 · D46 | G1 | E23 · Aa15 | M17 | M17 | S29 |

| Q3 · D46 | G1 | E23 · Aa15 | M17 | M17 | S29 |

| Q3 · D46 | G1 | E23 · Aa15 | M17 | M17 | S29 |

| Q3 · D46 | G1 | E23 · Aa15 | M17 | M17 | S29 |

| Q3 · D46 | G1 | E23 · Aa15 | M17 | M17 | S29 |

| Q3 · D46 | G1 | E23 · Aa15 | M17 | M17 | S29 |

| Q3 · D46 | G1 | E23 · Aa15 | M17 | M17 | S29 |

|  |

| G7 | G7 |

| G7 | G7 |

#### Принятие царского титула
Эта победа над Антигоном у восточной границы Египта, по-видимому, послужила непосредственным поводом Птолемею провозгласить себя царём. До этого он был официально сатрапом царей Филиппа Арридея и Александра, однако Арридей был убит в 317, а Александр в 309 году до н. э.. После этого уже нельзя было делать вид, что существует единая македонская империя. Но соперничающие македонские вожди не стали сразу же после смерти мальчика-царя называть себя царями. Впервые это сделал Антигон в 306 году до н. э. после победы при Саламине. Известные нам письменные источники говорят о том, что Птолемей тут же последовал примеру обоих правителей — Антигону и Деметрию, стремясь, вне всяких сомнений, показать, что во всём равен им. Однако согласно Александрийскому царскому списку, правление Птолемея как царя началось не раньше ноября 305 года до н. э. и это подтверждается множеством демотических папирусов, а также Хроникой на паросском мраморе. До того времени официальные документы в Египте всё ещё датировались годами правления юного Александра даже после его смерти. После принятия Птолемеем царского титула годы его правления в официальной датировке документов после 305 года до н. э. начали отсчитываться не с момента принятия титула, а с 324/323 года до н. э.
Сам Птолемей больше не пытался претендовать на земли Антигона на Пелопоннесе, однако когда в 304 году до н. э. островной город Родос был осаждён Деметрием и с моря, и с суши, Птолемей своей помощью сильно содействовал стойкой обороне родосцев. Граждане Родоса не забыли этой услуги: они воздали Птолемею I божественные почести и назвали его Сотером («Спасителем»).

#### Сражение при Ипсе
В течение следующих двух лет египетский царь, кажется, был только пассивным зрителем театра военных действий в Греции, хотя в ходе их он лишился Коринфа и Сикиона, захваченных у него Деметрием. Вместе с тем Птолемей и прочие диадохи осознали, что Антигон будет одерживать победы над каждым из них поодиночке, пока они не объединятся. В 302 году до н. э. была создана новая большая коалиция против Антигона. Здесь теперь собрались почти все влиятельные диадохи: Кассандр, Лисимах, Селевк и Птолемей. Обменявшись письмами, они назначили место, время и условия встречи и общими силами стали готовиться к войне. Птолемей в третий раз вторгся в Келесирию, пока три других сосредотачивали силы против Антигона в Малой Азии. Затем пришло известие, что Антигон одержал решительную победу и идёт на Сирию. Птолемей в третий раз покинул территорию Келесирии. Но известие оказалось ложным. В битве при Ипсе (301 год до н. э.), недалеко от Синнады, в Малой Азии, войско Антигона потерпело сокрушительное поражение от Лисимаха и Селевка. Сам Антигон был убит, а Деметрий спасся бегством.

#### Конфликт из-за Келесирии
Победа союзников при Ипсе поставила новый спорный вопрос на политическом поле — палестинский, который не был снят на протяжении всей последующей истории эллинистического Египта. Согласно договору, заключённому союзниками перед последним боем с Антигоном, Палестина (Келесирия), по-видимому, предназначалась Птолемею в случае победы. Но вполне естественно, что цари, фактически принявшие на себя основную тяжесть битвы при Ипсе, решили, что египетский царь, не явившийся на решающее сражение и поспешно бежавший из Келесирии из-за ложного слуха, лишается прав претендовать на что-либо. По новому договору, заключённому царями-победителями, Келесирия присоединялась к азиатской империи Селевка. Птолемей отказался признать новый договор; Селевк отказался соблюдать первоначальный договор, считая, что он утратил силу. Так возник конфликт между династиями Птолемеев и Селевкидов, ставший причиной войн между ними на протяжении многих последующих поколений. После битвы при Ипсе Птолемей снова занял Келесирию, уже в четвёртый раз. 

«Что касается Селевка, после раздела царства Антигона, он взял своё войско и отправился в Финикию, где, в соответствии с условиями соглашения, он пытался присоединить Келесирию. Но Птолемей уже занял города этой области, и осуждал Селевка, потому что, хотя он и Птолемей были друзьями, Селевк одобрил назначение себе в долю районов, которые принадлежали Птолемею, кроме того, он обвинил царей не предоставивших ему никакой части завоёванных земель, хотя он был соучастником в войне против Антигона. На эти обвинения Селевк ответил, что только те, кто победил на поле боя должны распоряжаться добычей; но в вопросе о Келесирии, ради дружбы он не стал бы пока ссориться, но обдумает позже как лучше всего бороться с друзьями, которые покушаются на чужие права».
Птолемеям вплоть до 200 года до н. э. удавалось удерживать в своих руках Южную Сирию (Келесирию) и финикийское побережье. В прибрежной зоне граница проходила между Каламом и Триполем, так что город Арад находился за пределами владений Птолемея. В отдалении от моря граница, впрочем, резко поворачивала к югу; она проходила примерно в направлении с севера на юг между горами Ливана и Антиливана, причём Дамаск остался за Селевкидами. В любом случае, однако, обладание Южной Сирией означало для Птолемея важное расширение его державы. Эта область служила как бы предпольем (гласисом) при защите Египта, в случае нужды её легко можно было очистить. Южная Сирия представляла большую ценность и в экономическом отношении, прежде всего из-за ливанского кедра, поскольку сам Египет — страна, чрезвычайно бедная лесом.

#### Международная дипломатия в последние годы жизни Птолемея
В годы относительного мира, последовавшего за битвой при Ипсе, три старика, три ещё оставшихся в живых спутника Александра — Птолемей, Селевк и Лисимах — вместе с царями второго поколения — Кассандром в Македонии, Пирром в Эпире и Деметрием, пока что скитавшимся, лишённым трона, — вели между собой сложную игру дипломатических интриг, которую теперь невозможно проследить и в которой напряжение между сторонами, дружба и вражда то и дело сменялись друг с другом в зависимости от сиюминутных обстоятельств. Напряжение всегда выливалось в новую войну, как, например, когда Деметрий захватил македонский престол в 294 году до н. э. после смерти Кассандра или когда он напал на царство Лисимаха в 287 году до н. э. Эти новые войны велись уже далеко от пределов державы Птолемея, и не требовала от него того напряжения, что прежде, поэтому вторая половина его царствования прошла в относительном покое. С тех пор Птолемей практически перестал вмешиваться в дела Малой Азии и Греции. Он лишь принимал участие в дипломатической игре и поддерживал то одного, то другого, согласно изменчивым обстоятельствам. Дипломатические браки время от времени дают нам указание на положение дел. Селевк объединил свои силы с Деметрием, а Птолемей с Лисимахом. Селевк женился на Стратонике, дочери Деметрия, а Лисимах (примерно между 300 и 298 годами до н. э. — на Арсиное, дочери Птолемея. Затем Александр, сын Кассандра, женился на другой дочери Птолемея, Лисандре. Деметрий женится на третьей дочери, Птолемаиде (обручение около 300 года до н. э.; свадьба в 296 году до н. э.). Антигона, дочь жены Птолемея Береники в первом браке, обручается с Пирром (298—295 годы до н. э.); другая дочь Береники, Феоксена, выходит за Агафокла, правителя Сиракуз (около 300 года до н. э.). И, наконец, другой Агафокл, сын Лисимаха, берёт в жёны дочь Птолемея Лисандру.
Заключение этих браков было обусловлено стремлением Птолемея I к господству на море. Вообще особой заботой Птолемея было осуществление с помощью своих дочерей умной и дальновидной брачной политики, и если присмотреться к внушительному числу его зятьёв, то надо будет отдать должное Лагиду — его брачная политика была успешной. В ней, как и в других политических областях, проявляется мудрая расчётливость Птолемея I.
После женитьбы на падчерице Птолемея, Пирр, который до этого обитал при египетском дворе в качестве заложника, был снабжён деньгами и отправлен с войском в Эпир отвоевать себе царство, где молодой царевич быстро утвердился на престоле, став союзником Птолемея в его борьбе с Деметрием. Когда Деметрий осадил Афины (296—294 годы до н. э.), Птолемей не оказал действенной помощи своим друзьям-афинянам; флот его в полтораста кораблей стоял у Эгины, но не предпринял ничего, чтобы предотвратить падение города.
В 295—294 годах до н. э. Птолемей вернул себе Кипр. Кипр всё ещё оставался под властью Деметрия в течение шести лет после битвы при Ипсе. Однако воспользовавшись тем, что Деметрий был занят подчинением Греции, Птолемей напал на остров и быстро его захватил, за исключением Саламина. Оборону города от Птолемея возглавила отважная жена Деметрия Фила, дочь Антипатра. Она долго выдерживала осаду, но в конце концов ей пришлось сдаться. Деметрий перед которым открылась перспектива стать македонским царём, ничем не смог ей помочь. Птолемей ответил с тем же благородством, которое высказал Деметрий в 306 году до н. э. и отослал Филу и её детей к Деметрию в Македонию «с подарками и почестями». Остров же отныне стал неотъемлемой частью египетской державы.
К 288 году до н. э. Деметрий набрал такую силу, что Селевк, Птолемей, Лисимах были вынуждены вновь объединиться против него. К союзу они привлекли и Пирра, хотя тот до этого и заключил с Деметрием договор о мире. Птолемей вновь послал большой флот к берегам Греции и склонял города к измене Деметрию. Но видимо, на этом роль египетского царя в этой войне и ограничилась, а скорый переход войска Деметрия на сторону Пирра, сделало его присутствие в Греции совсем ненужным. В 287 годы до н. э. когда Афины восстали против Деметрия, Птолемей прислал им 50 талантов и некоторое количество монет; но его флот снова ничего не сделал, чтобы помешать Деметрию.
Примерно к 287 году до н. э. египетский флот снова стал господствовать в Эгейском море и вернул Птолемею протекторат над лигой Кикладских островов. Какое-то время (между 294 и 287 годами до н. э.) Птолемей поддерживал близкие дружественные отношения с Милетом, который перешёл под власть Лисимаха; видимо, Птолемей использовал своё влияние на союзника, чтобы обеспечить городу освобождение от налогов. Конечный результат этой политики выразился в создании в восточной части Средиземноморского бассейна морской державы, главными опорными пунктами которой были большие приморские города Финикии, Кипр и многочисленные Кикладские острова. Царь Сидона Филокл был ревностным приверженцем обоих первых Птолемеев.

#### Внутренняя политика
Античные авторы рассказывают нам кое-что о том, какую роль играл Птолемей в борьбе между мировыми державами в течение сорока лет после смерти Александра. Но о том, что же всё это время происходило в самом Египте, имеющиеся документы не дают материала для связного повествования. Можно только делать выводы о происходивших событиях по условиям, которые впоследствии складывались в стране. Во внутренней политике правление Птолемея I означало новый этап. Это верно в отношении не только местного населения Египта, но и других народов, населявших Птолемеевскую державу. Вполне вероятно, что Птолемей развил далее некоторые принципы политики Александра Македонского. Особая задача заключалась для него в том, чтобы установить некоторый modus vivendi (образ жизни) между греко-македонским правящим слоем и коренными жителями. Было бы большим заблуждением считать, что египтяне являлись просто объектом беспощадной эксплуатации. Птолемей хорошо знал, что они значат для него: они были неоценимой рабочей силой. Поступление податей в Египте зависело, в конечном счёте, от доходов сельского хозяйства, которое давало средства к существованию большей части коренного населения.
Птолемей был неутомим в том, что касалось развития и демонстрации главных черт эллинистического идеала царской власти: царь был благодетелем, спасителем и защитником своих подданных. При этом в принципе, не делалось никакого различия между греками и не греками. В основном, это представление восходит к чисто греческим идеям. Однако мир фараонов не мог не коснуться Птолемея I. Поэтому в изображениях царя на древних памятниках тесно переплетаются греческие и древнеегипетские черты, причём последние проступают при его преемниках тем явственнее, чем больше времени продолжалось правление династии Птолемеев.
С местными крупными землевладельцами Птолемей ладил, но решающего влияния на управление страной они не оказывали. В этом отношении он заметно отличался от своего кумира — Александра, который привлекал персидскую аристократию к делам управления. В том, что Птолемей перенёс резиденцию правительства из Мемфиса в Александрию, определяющую роль сыграли внешние причины: Александрия имела ни с чем не сравнимое местоположение для осуществления связей с Сирией и бассейном Эгейского моря и была одной из лучших морских гаваней древнего мира, уступая, пожалуй, только Карфагену. Основав в Верхнем Египте город Птолемаиду, Птолемей создал особый центр, принявший на себя функции главного города провинции. В отличие от Селевкидов египетский правитель придерживался мудрого ограничения при основании новых городов: он не был заинтересован в том, чтобы создавать автономные или хотя бы полуавтономные городские центры, поскольку это способствовало бы возникновению новых проблем в управлении страной.
Опорою власти Птолемея I были войско и налоги. С их помощью он мог осуществлять весьма удачную внешнюю политику, которая вполне отвечала интересам страны и династии. Птолемею необходим был постоянный приток македонян и греков для пополнения его армии. Египет был страной, где власть принадлежала меньшинству чужеземцев, а коренные египтяне, более чем в десять раз превосходившие числом греков и македонян, были исполнителями повинностей в пользу иноземной династии, — состояние, к которому они, правда, издавна привыкли. С целью привлечь греческих воинов, Птолемей раздавал вновь прибывшим земельные участки, которые те в мирное время обрабатывали, а в случае войны шли служить в армию. Когда один македонский вождь в те дни побеждал другого в битве, воины разгромленной стороны часто были готовы в массовом порядке перейти на службу к победителю. В конечном итоге для македонян победитель тоже был национальным вождём. Часть побеждённой армии Пердикки в 321 году до н. э., возможно, нашла новый дом в эллинистическом Египте. Диодор сообщает, что после битвы при Газе в 312 году до н. э. Птолемей отправил в Египет более 8 тысяч воинов разгромленной армии и распределил их по определённым областям. По всей вероятности, обещанный участок египетской земли вскоре привлёк в Египет множество македонских воинов, связав их с этой страной такими узами, разорвать которые не могло даже поражение в бою. Когда в 306 году до н. э. Деметрий захватил армию Птолемея на Кипре, то множество воинов, вместо того чтобы перейти на службу к Деметрию, старалось вернуться в Египет, где у них остались семьи и имущество.
К советникам Птолемея I принадлежал прежде всего Деметрий Фалерский, подавший идею основания в Александрии Музея, а также египетский жрец Манефон из Себеннита. Ему мы обязаны историей фараонов, написанной на греческом языке. Она дошла до нас лишь в немногих фрагментах.

#### Введение культа Сераписа
При Птолемее I был введён культ Сераписа, первоначально имевший целью дать бога-покровителя новой столице — Александрии и вместе с тем, согласно египетским представлениям, для династии Птолемеев и вообще их государства. Этот интересный факт рассказан различными древними авторами с многочисленными вариантами, главным же образом Плутархом и Тацитом. Введение культа окутано в покров таинственности. Птолемею явился во сне прекрасный юноша огромного роста и повелел доставить себя с Понта. Египетские жрецы не знают ничего об этой стране, и Птолемей забывает свой сон. Вторичное явление заставляет его вопросить дельфийский оракул, и по указаниям он посылает в Синоп, царь которого не отдаёт идола. Птолемей увеличивает подарки, различные знамения склоняют синопского царя, но подданные его остаются непреклонны и окружают храм. Тогда колоссальный идол идёт сам на корабль и в три дня достигает Александрии (по Плутарху его похищают). В Ракоте, где был храмик Осораписа и Исиды, строят в честь его новый большой храм. Одни считают вновь прибывшего бога Асклепием, другие — Осирисом или Зевсом, но Эмволпид, составивший потом «священное сказание», переданное Тацитом и Плутархом, и Тимофей, выписанный из Элевсиса, и историк Манефон Себеннитский объявляют, что это Плутон, и убеждают Птолемея, «что это изображение не иного какого бога, а Сараписа». Сарапис не что иное, как египетское Осирис-Апис (Усар-Хапи), то есть умерший и сопричисленный Осирису священный бык Апис; в поздние времена египетской культуры его почитание было, как мы знаем, особенно популярным. Почему два наиболее авторитетных представителя двух религий — элевсинец и египетский первосвященник объявили тождественным с ним прибывшее азиатское божество — для нас не совсем ясно; может быть, в качестве синопского Плутона он, как бог смерти, ближе всего подходил к Осирису и притом в форме наиболее хтонической и связанной с загробным миром; обычная форма Осириса в это время уже получила более общее значение и даже приблизилась к солнечным типам. К тому же большая популярность культа Осораписа гарантировала новому божеству хороший приём среди населения. Расчёт действительно удался, и Сарапис сделался одним из главнейших божеств Египта, почитавшимся и за его пределами: уже в надписи от 308/6 г. он, в триаде с Исидой и Птолемеем, упоминается в Галикарнасе.

#### Покровительство наук
Птолемей поддерживал дружеские отношения с наиболее знаменитыми учеными и философами своего времени Теофрастом, Деметрием Фалерским и Стратоном из Лампсака. Последние два длительное время находились при царском дворе в Александрии и обладали большим влиянием. Они принимали участие в основании Музея. Стратон стал наставником наследника престола Птолемея II.
Основание Музея в Александрии имело огромное культурное и политическое значение. Распространение греческой культуры укрепляло позиции греческих колонистов в Египте, а также обеспечило Птолемею популярность среди деятелей культуры, весьма влиятельной группы в обществе Древней Греции. По одной из версий, Музей и Библиотека изначально задумывались как подражание Ликею Аристотеля. Благодаря созданию этого очага научной и исследовательской деятельности, Александрия стала центром эллинистической науки, образцом для других подобных учреждений. Первые годы своего правления Птолемей употребил на строительство и расширение новой столицы. Архитектор Сострат Книдский соорудил маяк на острове Фаросе, который позднее причислили к семи чудесам света. План города был создан Димокритом Родосским. Александрия имела форму хламиды, то есть параллелограмма, обрезанного по всем четырём углам. От зданий почти ничего не сохранилось, поскольку город многократно перестраивался.
Вряд ли было случайностью, что среди первых учёных в Александрии находились два врача — Эрасистрат и Герофил, первый из которых был учеником Теофраста. С этими двумя именами связано блестящее начало медицинской науки в Александрии. Рассказывали, что Герофил занимался даже вивисекциями, производимыми на преступниках, которые специально для этой цели предоставлялись в его распоряжение. Знаменит также математик Эвклид, который якобы сказал Птолемею: «Для царя не может быть особого пути к математическому знанию». Это, правда, весьма сомнительно, но, тем не менее, анекдот точно характеризует как смелую откровенность Эвклида, так и любознательность царя, качества, несомненно, исторически вполне достоверные. Филолог Филит, назначенный воспитателем наследника престола, впоследствии Птолемея II, был уроженцем острова Коса. Он в одном лице объединял учёного и поэта. К его ученикам принадлежал Зенодот, вошедший в историю филологии как строгий критик Гомера. Современники, правда, отпускали язвительные шутки на счёт этих «откормленных в Музее бумагомарателей», но это не помешало позднейшим Птолемеям всё более расширять и оснащать инвентарём это научное учреждение, с которым была объединена большая библиотека. Велико было значение этой огромной библиотеки: она содержала несколько сотен тысяч папирусных свитков, которые находились в распоряжении учёных для их занятий.
Птолемей находил удовольствие в развитии этих занятий, так как сам проявлял большой интерес к литературному труду, если не к поэзии, то, во всяком случае, к историографии. В нём жило воспоминание о великом царе Александре, сподвижником которого он был в Азиатском походе. После того, как Птолемей распорядился перевезти тело Александра в Египет, он принял твёрдое решение поведать о делах царя последующим поколениям в специальном историческом труде, и с этой целью делал для себя записи. Ему были доступны также «Эфемериды» Александра. Но лишь в пожилом возрасте Птолемею удалось приступить к осуществлению своего замысла. Сомнительно, однако, чтобы это случилось лишь в самые последние годы его жизни, как утверждается в ряде новейших исследований, ибо следует считаться с тем, что после битвы при Ипсе (301), когда царю было за шестьдесят, он, видимо, уже располагал необходимым досугом для этого. Потомкам сложно оценить этот труд по достоинству, так как, за исключением очень немногих сохранившихся под именем Птолемея фрагментов, это произведение приходится воссоздавать по «Анабасису Александра» Арриана из Никомедии. Легенда об Александре начала складываться уже при жизни царя, а после его смерти и вовсе разрослась невероятно. Труд царя Птолемея следует рассматривать как реакцию на эти романтические истории об Александре. Это не означает, что Птолемей полностью исключил из своего сочинения романтические элементы. Подтверждением обратному могут служить рассказы о походе Александра в оазис Сива, во время которого ему — именно по свидетельству Птолемея — будто бы служили проводниками две змеи. И всё же, в общем и целом, в труде Птолемея господствовала объективность, можно даже сказать — трезвость, какая была к лицу именно сочинителю-солдату. О демонической сущности Александра в этом труде не говорилось ни слова. Впрочем, никто не упрекнёт Птолемея в нежелании в этой работе увенчать славой других диадохов, своих конкурентов и противников. Наоборот, неудивительно, что своего соперника Пердикку он посмертно укоряет в том, что тот слишком мало беспокоился о дисциплине своих солдат, а заклятый враг Птолемея — Антигон Одноглазый, насколько мы можем судить, и вовсе был обойдён молчанием в птолемеевской истории Александра.

#### Назначение преемника и смерть Птолемея I
Из-за большого числа детей от разных браков возникали трудности, распространявшиеся и на область политики, но, в общем, Птолемей вполне справлялся с ними. Так или иначе, в сыне Береники, позднейшем Филадельфе, Птолемей I нашёл достойного преемника. В 285 году до н. э. он назначил этого своего сына соправителем. Причины своего поступка он объявил народу, и поэтому народ с такой же благосклонностью принял нового царя, с какой отец передал ему власть. Среди других примеров взаимного уважения отца и сына особенно привлёк народную любовь к молодому царю тот факт, что отец, всенародно передав царство сыну, нёс далее службу, как частный человек, в рядах царских приближённых, говоря, что быть отцом царя лучше, чем владеть самому любым царством. Сын Эвридики Птолемей, позже получивший прозвище Керавн, оставался в Египте, всё ещё надеясь стать преемником отца. Деметрий Фалерский использовал влияние, которое он имел на старого царя, чтобы склонить его в пользу старшего сына. Нет сомнений, что влиятельная македонская партия предпочитала внука старого Антипатра сыну Береники. Но царь был привязан к Беренике и её детям и не поддавался ни на какие уговоры.
Птолемей умер в конце 283 года до н. э. или, возможно, лишь в следующем году (определённо он был жив в сентябре 283 года до н. э. и, возможно, умер в июне или июле 282 года до н. э.). Он был единственный из всех великих македонских вождей, боровшихся за империю Александра, который умер своей смертью в постели.

#### Итоги царствования
Когда Птолемей I Сотер ушёл из жизни, Египет вместе с сопредельными областями — Киренаикой, Кипром и Келесирией — бесспорно был наиболее хорошо управляемым государством среди тех монархий, которые возникли из мировой империи Александра Великого. Среди позднейших царей из дома Птолемеев были правители (и правительницы) более или менее значительные, но для всех них основатель династии оставался образцом, преклонение перед которым было возведено в культ, а память чтилась во все времена. Птолемею были установлены статуи не только в Египте, но также в Афинах и Олимпии.

«Птолемей, сын Лага, часто и ел и спал у друзей своих; а когда ему случалось угощать их, он у них же брал для этого столы, и покрывала, и посуду, потому что сам ничего не имел, кроме самого необходимого: царю, говорил он, более пристало обогащать не себя, а других.»
Евсевий Кесарийский, со слов Порфирия Тирского, в своей «Хронике» говорит, что Птолемей был сатрапом в течение 17 лет, а затем он был царём в течение 23 лет, так что в целом он правил в течение 40 лет, вплоть до своей смерти. Тем не менее, в то время как он был ещё жив, он отрёкся от престола в пользу своего сына Птолемея, называемого Филадельфом, и он жил ещё в течение двух лет после того, как его сын взял власть на себя, и поэтому считается правление первого Птолемея, называемого Сотер, продолжительностью в 38, а не 40 лет. Иосиф Флавий утверждает, что этот Птолемей правил 41 год.

## Семья
Птолемей I был женат несколько раз. В 324 году до н. э. на массовом бракосочетании между македонянами и знатными персидскими девушками, которое организовал Александр, замуж за Птолемея выдали Артакаму. Для Птолемея этот брак был выгодным. Девушка была сестрой бывшей любовницы Александра Барсины и дочерью знатного и влиятельного перса Артабаза II. Ситуация поменялась после смерти Александра в 323 году до н. э. когда Птолемей получил в управление Египет и стал позиционировать себя правителем, который уважает местные традиции. Жена-персиянка для египтян могла ассоциироваться с бывшими поработителями. Возможно, Птолемей отрёкся от Артакамы. Не исключено, что он поместил нелюбимую жену в одном из египетских дворцов, где она и провела остаток жизни. Как бы то ни было, дальнейшая судьба Артакамы неизвестна, а Птолемей уже в 321/320 году до н. э. заключил династический брак с дочерью правителя Македонии Антипатра Эвридикой.
- его второй женой была Эвридика, дочь Антипатра, который владел тогда Македонией. Свадьба состоялась вряд ли раньше договора в Трипарадисе в 321 году до н. э.. Эвридика родила ему, по меньшей мере, двух сыновей и двух дочерей.
  - Птолемей Керавн, вошедший в историю диадохов как страшный злодей, потому что после битвы при Курупедионе (281 год) убил своего друга и покровителя Селевка I.
  - Павсаний рассказывает о ещё одном сыне Птолемея от Эвридики, но не называет его имя. Позже, уже в царствование Птолемея II Филадельфа, он побуждал жителей Кипра к отпадению и за это был казнён.[249]
  - Лисандра, первым браком была замужем за Александром, сыном македонского правителя Кассандра, вторым браком — за Агафоклом, сыном Лисимаха Фракийского.
  - Птолемаида вышла замуж за Деметрия Полиоркета.

В кортеже Эвридики находилась молодая вдова с несколькими детьми Береника. В Александрии Береника стала любовницей Птолемея, которому родила около 316 года до н. э. дочь Арсиною и в 308 году до н. э. сына Птолемея. Будущий наследник престола появился на свет на острове Кос в Эгейском море во время одной из военных кампаний Птолемея. Также от союза Береники и Птолемея родилась дочь Филотера (дата рождения неизвестна).
Историкам достоверно неизвестно когда Береника стала полноправной супругой Птолемея. Э. Бивен отмечает, что египетские фараоны из династии Птолемеев были моногамны, в то время как македоняне — полигамны. Поэтому нельзя исключать, что Птолемей последовал родной македонской традиции и одновременно имел двух жён — Эвридику и Беренику. О наличии у Птолемея нескольких супруг писал Плутарх, подчёркивая, что Береника была наиболее влиятельной из них. Если брак с дочерью, а затем сестрой правителя Македонии Эвридикой носил династический характер, то женитьба на Беренике была по любви. Своё влияние Береника использовала, в частности, в пользу своих детей. Назначение сына Береники соправителем Птолемея, при наличии старших законных сыновей также связывают с её влиянием на супруга.
Впоследствии Беренику пытались представить единокровной сестрой Птолемея, а её мать Антигону женой Лага. Таким образом Птолемеи стремились обосновать закрепившуюся в их роде традицию близкородственных браков между братьями и сёстрами возведя её к основателям династии. Это мнение о тождественности Магаса и Лага отображено в одном из схолиев к XVII идиллии Феокрита, однако оно не находит признания у современных историков.
Во всяком случае, Эвридика жила в Египте до 286 года до н. э. и только после этого она переселилась в Милет вместе с дочерью Птолемаидой. Именно туда Деметрий, изгнанный с македонского трона, явился со своим флотом и женился на Птолемаиде, которую Птолемей обещал ему примерно за тринадцать лет до этого.
- Вероятно у Птолемея I было множество наложниц, не считая законных жён. В одно время он состоял в связи со знаменитой гетерой Таис Афинской, звездой греческого полусвета, которая, следовала во время походов за войском Александра и согласно одной весьма сомнительной легенде, присутствовала на знаменитом пиру в Персеполе в 330 году до н. э., когда по её наущению был подожжён дворец. От этой связи Птолемея с Таис родилось несколько детей:
  - Леонтиск, известен тем, что вместе с братом Птолемея Менелаем попал в плен к Деметрию после разгрома под Саламином на Кипре, но был отпущен на свободу без выкупа.
  - Лаг; однако, возможно, первоисточник нужно читать как: «Леонтиск, также называемый Лагом».
  - Эйрена. О ней известно, что она вышла замуж за Эвноста, царя города Солы на Кипре.[261]

Кроме упомянутых детей, было ещё два сына, которых звали Мелеагр и Аргей, чьих матерей мы не знаем. Так как Мелеагр позднее присоединился к Птолемею Керавну в Македонии, можно предположить, что он был сыном Эвридики. Впоследствии ему на короткое время удалось захватить престол Македонии.
Если бы Птолемей последовал примеру Александра и древнеегипетских фараонов, основывавших новые династии, то он женился бы на египтянке царских кровей, чтобы узаконить своё правление в глазах туземных подданных. Он этого не сделал. Мы лишь однажды слышим о том, что среди любовниц Птолемея была египтянка.
| Династия Птолемеев                    | |                                 |
| Предшественник: Александр Македонский | сатрап Египта 323 — 306/305 до н. э. (правил 17 лет) царь Египта 306/305 — 283/282 до н. э. (правил 23 года) | Преемник: Птолемей II Филадельф |

### Исследования
- Бивен Э. Династия Птолемеев. История Египта в эпоху эллинизма / Пер. с англ. Т. Шуликовой. — М.: Центрполиграф, 2011. — 447 с. — (Загадки древнего Египта). — 2500 экз. — ISBN 978-5-9524-4974-9.
- Абакумов А. А. Боевые слоны в истории эллинистического мира (последняя треть IV — II вв. до н. э.). — М.: ООО Издательство «Книга», 2012. — 116 с. — ISBN 978-5-91899-078-0.
- Бровкин В. В. Аристотель и Птолемей I Сотер // Schole. Философское антиковедение и классическая традиция. — 2022. — Т. 16, № 2. — С. 567—579. — ISSN 1995-4336. — doi:10.25205/1995-4328-2022-16-2-567-579.
- Дройзен И. Г. История эллинизма. — Ростов-на-Дону: Феникс, 1995. — Т. 2. — 544 с. — ISBN 5-85880-079-3.
- Von Beckerath J. Handbuch der ägyptischen Königsnamen (нем.). — München: Deutscher Kunstverlag, 1984. — 314 p. — (Münchner ägyptologische Studien). — ISBN 3422008322.
- Ладынин И. А. Сведения Псевдо-Аристотелевой "Экономики" о Клеомене из Навкратиса И топосы древнеегипетской пропаганды // Вестник древней истории. — 2013. — Вып. 285, № 2. — С. 18—40. — ISSN 0321-0391.
- Ладынин И. А. «Снова правит Египет!» Начало эллинистического времени в концепциях и конструктах позднеегипетских историографии и пропаганды.. — СПб.: Издательство РХГА, 2017. — 332 с. — (Труды Исторического факультета МГУ. Вып. 84. Сер. II: Исторические исследования, 40). — ISBN 978-5-88812-839-8.
- Ладынин И. А. Птолемей, сын Лага, и жрецы Буто. "Стела сатрапа" (Египетский музей, Каир, 22182): Иероглифический текст, перевод и комментарий. — СПб.: Издательский дом РХГА, 2022. — 228 с. — (Труды Исторического факультета МГУ. Вып. 198. Сер. II: Исторические источники, 11). — ISBN 978-5-6044373-0-8.
- Литвиненко Ю. Н. Сострат Книдский, Птолемей и захват Мемфиса: проблема датировки // Вестник древней истории. — М.: Наука, 1998. — Вып. 224, № 1. — С. 152—159.
- Литвиненко Ю. Н. Сатрап Птолемей и Сострат Книдский: Захват Мемфиса // Вестник древней истории. — 1999. — 2. — C. 32-49.
- Нефедов К. Ю. Коронация Птолемея I и возникновение эллинистической монархии // Древности 2013. Харьковский историко-археологический ежегодник. — 2013. — Т. 12. — С. 37—47.
- Сивкина Н. Ю. Мифологизация и рационализация образа знаменитой царицы Македонии // Исторический журнал: научные исследования. — 2022. — № 1. — С. 48—56. — doi:10.7256/2454-0609.2022.1.37557.
- Смирнов С. В. Государство Селевка I (политика, экономика, общество). — М.: Русский фонд содействия образованию и науке, 2013. — 344 с. — ISBN 978-5-91244-099-1.
- Шахермайр Ф. Александр Македонский. — Ростов-на-Дону: Феникс, 1997. — 576 с. — (Исторические силуэты). — ISBN 5-85880-313-Х.
- Шифман И. Ш. Александр Македонский / ответственный редактор Э. Д. Фролов. — Л.: Наука, 1988. — ISBN 5-02-027233-7.
- Шофман А. С. Восточная политика Александра Македонского / Печатается по постановлению редакционно-издательского совета Казанского университета. Отв. редактор В. Д. Жигунин. — Казань: Издательство Казанского университета, 1976.
- Шофман А. С. Распад империи Александра Македонского / Печатается по постановлению редакционно-издательского совета Казанского университета. Отв. редактор В. Д. Жигунин. — Казань: Издательство Казанского университета, 1984.

- Птолемей I Сотер (англ.). — в Smith's Dictionary of Greek and Roman Biography and Mythology.
- Bevan E. R. Chapter II. Ptolemy I (Soter) // The House of Ptolemy. A History of Hellenistic Egypt under the Ptolemaic Dynasty (англ.). — London: Methuen&Co. Ltd., 1927. — P. 18—55.
- Billows R. Antigonos the One-eyed and the Creation of the Hellenistic State (англ.). — Berkeley; Los Angeles; London: University of California Press, 1997. — ISBN 0-520-06378-3.
- Billows R. The Battle of Salamis and Cyprus in the Diadoch Era // Salamis of Cyprus: History and Archaeology from the Earliest Times to Late Antiquity. Conference in Nicosia, 21—23 May 2015 (англ.) / Rogge S., Ioannou C., Mavrojannis T. (eds.). — Münster; New York: Waxmann, 2019. — P. 457—468. — ISBN 978-3-8309-8479-5.
- Carney E. D.[англ.]. Arsinoe of Egypt and Macedon: A Royal Life (англ.). — New York: Oxford University Press, 2013. — ISBN 978-0-19-536551-1.
- Collins N. L. Various Fathers of Ptolemy I (англ.) // Mnemosyne, Fourth Series. — Brill, 1997. — Vol. 50. — P. 436—476. — JSTOR 4432755.
- Devine A. M. Diodorus' Account of the Battle of Gaza (англ.) // Acta Classica. — Classical Association of South Africa, 1984. — Vol. 27. — P. 31—40. — JSTOR 24591719.
- Ehrenberg V. Thibron 2 // Paulys Realencyclopädie der classischen Altertumswissenschaft :  [нем.] / Georg Wissowa. — Stuttgart : J. B. Metzler’sche Verlagsbuchhandlung, 1936. — Bd. VI A,1. — Kol. 275—276.
- Grainger J. D. The Ptolemies, Rise of a Dynasty: Ptolemaic Egypt 330–246 BC (англ.). — Yorkshire; Philadelphia: Pen&Sword History, 2022. — ISBN 978-1-39909-023-0.
- Heckel W. Alexander’s Marshals. A study of the Makedonian aristocracy and the politics of military leadership (англ.). — 2nd. — London; New York: Routledge, 2016. — ISBN 978-1-138-93469-6.
- Heckel W. Ptolemy: A Man of His Own Making // Ptolemy I Soter: A Self-Made Man (англ.) / Tim Howe. — Oxford: Oxbow Books, 2018. — P. 1—19. — ISBN 978-1-78925-043-5.
- Heckel W. Who's Who in the Age of Alexander the Great: Prosopography of Alexander's Empire (англ.). — Malden; Oxford; Carlton: Blackwell Publishing, 2006. — ISBN 1-4051-1210-7.
- Heckel W. Who's Who in the Age of Alexander and his Successors. From Chaironea to Ipsos (338—301 BC) (англ.). — Barnsley: Greenhill Books, 2021. — 554 p. — ISBN 978-1-78438-648-1.
- Müller S[нем.]. The Female Element in the Political Self-Fashioning of the Diadochoi: Ptolemy, Seleucus, Lysimachus and their Iranian Wives // After Alexander. The Time of the Diadochi (322—281 BC) / edited by Víctor Alonso Troncoso and Edward M. Anson. — Oxford, UK: Oxbow Books, 2016. — ISBN 978-1-84217-509-5.
- van Oppen de Ruiter, Branko Fredde. The Marriage of Eirene and Eunostus of Soli. An Episode in the Age of the Successors (англ.) // Athenaeum: Studi Periodici di Letteratura e Storia dell'antichità. — 2015. — No. 2. — P. 458—476. — ISSN 0004-6574.
- Romm J. Demetrius Sacker of Cities (англ.). — New Haven & London: Yale University Press, 2022. — ISBN 978-0-300-25907-0.
- Volkmann H.[нем.]. Ptolemaios 18 // Paulys Realencyclopädie der classischen Altertumswissenschaft :  [нем.] / Georg Wissowa. — Stuttgart : J. B. Metzler’sche Verlagsbuchhandlung, 1959. — Bd. XXIII, 2. — Kol. 1603—1645.
- Wheatley P. Ptolemy Soter's Annexation of Syria 320 B. C. (англ.) // The Classical Quarterly, New Series. — Cambridge: Cambridge University Press, 1995. — Vol. 45, no. 2. — P. 433—440. — ISSN 0009-8388. — JSTOR 639531.